# Oeuvre van Siergiej Bortkiewicz
Siergiej Edwardovitsj Bortkiewicz (1877-1952) was een Russisch-Oekraïens-Oostenrijks componist en pianist.

## Lijst van composities op opusnummer
- op. 1 Pianoconcert (vernietigd door de componist)
- op. 2 Liederen
- op. 3 Vier Klavierstücke (Capriccio, Étude, Gavotte-Caprice, Primula Veris)
- op. 4 Impressionen (7 Klavierstücke)
- op. 5 Minuit voor piano (Andante con moto, Allegro quasi presto)
- op. 6 Trois Morceaux voor piano (Prélude, Valse triste, Étude)
- op. 7 Mélodie en Menuet-fantasie voor piano
- op. 8 Esquisses de Crimée
- op. 9 Pianosonate in H
- op. 10 Vier Klavierstücke
- op. 11 Six pensées lyriques (piano)
- op. 12 Trois morceaux
- op. 13 Zes Preludes (piano)
- op. 14 Aus meiner Kindheit (6 leichte Klavierstücke für die Jugend)
- op. 15 Tien etudes voor piano
- op. 16 Pianoconcert Nr. 1
- op. 17 Lamentationen und Consolationen (piano)
- op. 18 Klavierstücke
- op. 19 Othello. Symphonische Dichtung. 1914
- op. 20 Concert voor cello en orkest in één deel
- op. 21 Der kleine Wanderer. 18 Miniaturen voor piano
- op. 22 Concert voor viool en orkest in D
- op. 23 Zeven Gedichten van Paul Verlaine (liederencyclus)
- op. 24 Trois morceaux (piano)
- op. 25 Drei Stücke für Cello und Klavier
- op. 26 Sonate voor viool en piano in g
- op. 27 Drie walsen (piano)
- op. 28 Pianoconcert Nr. 2 (voor de linkerhand alleen, geschreven voor Paul Wittgenstein)
- op. 29 Douze nouvelles Etudes „illustrées“ (piano)
- op. 30 Musikalisches Bilderbuch. Aus Andersens Märchen (piano)
- op. 31 Russische Weisen und Tänze (quatre mains)
- op. 32 Per aspera ad astra. Pianoconcert Nr. 3 in een deel, met orkest
- op. 33 Tien preludes
- op. 35 Een Roman (piano)
- op. 37 Arabische Nachten (Ballett, 1916)
- op. 39 Kindheit (piano)
- op. 40 Zeven preludes
- op. 42 Ballade (piano)
- op. 43 Liederen
- op. 46 Elegie (piano)
- op. 48 Klavierstücke
- op. 50 Akrobaten (Opera, 1938)
- op. 51 Österreichische Suite für Streichorchester. 1939
- op. 52 Symfonie Nr. 1
- op. 53 Ouvertüre
- op. 54 Klavierstücke
- op. 55 Symfonie Nr. 2
- op. 56 Liederen
- op. 58 Joegoslavische Suite
- op. 59 Lyrica Nova (piano)
- op. 60 Pianosonate Cis
- op. 62 Liederen
- op. 63 Klavierstücke
- op. 65 Vier Klavierstücke
- op. 66 Preludes
- op. 71 Drei Melodramen
- op. 72 Liederen
- op. 73 Liederen
- op. 74 Liederen